# 神戸大学附属明石中学校
神戸大学附属明石中学校（こうべだいがくふぞくあかしちゅうがっこう）は、かつて兵庫県明石市山下町にあった国立中学校。
神戸大学附属明石小学校とは併設型の小中一貫校であったが、神戸大学附属中等教育学校の開校により、2010年度をもって閉校した。

## 沿革
- 1947年（昭和22年）5月6日 - 兵庫師範学校女子部附属中学校として開校。
- 1948年（昭和23年）4月10日 - 校舎移転。
- 1949年（昭和24年）4月15日 - 神戸大学兵庫師範学校附属明石中学校と改称。
- 1951年（昭和26年）4月1日 - 神戸大学教育学部附属明石中学校と改称。
- 1973年（昭和48年）- 音楽教育に電子音楽の使用を開始
- 1992年（平成4年）10月1日 - 神戸大学発達科学部附属明石中学校と改称。
- 2009年（平成21年）3月 - 神戸大学の附属学校再編計画により、生徒募集を停止。
- 2009年（平成21年）4月1日 - 神戸大学附属明石中学校と改称。神戸大学附属中等教育学校明石校舎を併置。
- 2011年（平成23年）3月 - 閉校。

## 著名な出身者
- 西村康稔 - 元経済再生担当大臣、衆議院議員
- 杉尾秀哉 - 参議院議員、元TBSテレビ報道局解説・専門記者室長
- 末松信介 - 文部科学大臣、参議院議員
- 佐々木知子 - 元参議院議員、元東京地方検察庁検事、帝京大学教授、ロッテ取締役
- 中尾睦 - 財務官僚
- 松井隆司 - 音楽教育者
- 楠乃小玉 - 作家
- 徳岡由美子 - 裁判官